# Problemas con Suerte
Problemas con suerte (Выкрутасы en V.O., transl.: Vykrutasy) es una comedia deportiva y romántica rusa de 2011 dirigida por Levan Gabriadze y protagonizada por Milla Jovovich y Konstantín Jabenski.

## Argumento
Vyacheslav Kolotílov (Konstantín Jabenski) es un profesor natural de una localidad costera al Caspio llamada Pálchiki (diminutivo de dedos) que se encuentra de paso por Moscú buscando suerte como novelista sin mucho éxito hasta que en un descuido es atropellado por Nadya (Milla Jovovich), la cual está prometida con Daniil (Iván Úrgant) hasta que decide cortar su compromiso con él tras surgir un flechazo entre la mujer y Kolotílov fijando así una nueva boda. Para ello, el profesor, aparte de abandonar su trabajo debe trasladarse a Moscú dónde tendrá lugar el evento, sin embargo no lo tendrá nada fácil, puesto que en el mismo día que debe coger el tren tiene lugar la organización de la Copa de Rusia en la categoría de fútbol alevín dónde es confundido con un entrenador por el Supervisor del torneo (Vladimir Menshov), el cual le retira el pasaporte para no escapar.
Desesperado por reunirse con su novia, recluta a un grupo de delincuentes juveniles (tras encontrarse con uno de ellos al  intentar robarle la cartera) para dejarse ganar ante la certeza de que puedan estar bajos de forma física, sin embargo empiezan a demostrar una habilidad innata para jugar al fútbol y ganar de manera brillante para desesperación de Kolotílov, el cual recibe consejos por parte de Khlobustin, entrenador del Moscú Central (Sergei Garmash) para sabotear a su propio equipo.

## Reparto
- Konstantín Jabenski es Vyacheslav Kolotílov.
- Milla Jovovich es Nadya.
- Iván Úrgant es Daniil.
- Sergei Garmash es Entrenador Khlobustin (Moscú Central)).
- Vladimir Menshov es Presidente del torneo Yuriy Tryokhgolovich.
- Olga Tumaykina es Directora Alla Dalinska.

Equipo Pálchiki
- Saveliy Gúsev es Aleksandr "Kara".
- Mijaíl Nikolskiy es Chusma.
- Dmitriy Gogu es Kosói.
- Iván Dyomin es Darik.
- Gleb Stepánov es Shpala.
- Aleksandr Rajimbékov es Kukaracha.
- Oleg Máslennikov es Kopchuk.
- Dzhumber Ardishvili es Cuatro Ojos.
- Mijaíl Gostishchev es Renat.
- Yuriy Gostishchev es Marat.
- Iván Slesarenko es Chirik.
- Ilyá Sologub es Kozyulya.
- Dmitriy Bylinin es Chicha.

Otros personajes
- Galina Loginova es Madre de Nadya.
- Aleksandra Nazarova es Tatyana Ivanova.
- Sergei Selin es Alcalde de Pálchiki.
- Aleksandr Kerzhakov es Él mismo (cameo).
- Taisiya Vilkova es Taisiya.